# Spiraea yunnanensis
Spiraea yunnanensis är en rosväxtart som beskrevs av Adrien René Franchet. Spiraea yunnanensis ingår i släktet spireor, och familjen rosväxter. Utöver nominatformen finns också underarten S. y. yunnanensis.